# فرودگاه صحرایی کورشام
فرودگاه صحرایی کورشام (به انگلیسی: Caversham Airfield) یک فرودگاه است . این فرودگاه در کشور استرالیا قرار دارد .